# کمره‌گره
کمره‌گره، روستایی از توابع بخش مرکزی شهرستان کرمانشاه در استان کرمانشاه ایران است.

## جمعیت
این روستا در بخش بیلوار ، دهستان رازآور قرار دارد و بر اساس سرشماری مرکز آمار ایران در سال ۱۳۸۵، جمعیت آن ۷۰۳ نفر (۱۶۵خانوار) بوده‌است.